# یک‌بار دیگر (مجموعه تلویزیونی ۲۰۱۶)
یک‌بار دیگر یا روز بعد از اینکه بهم زدیم (کره‌ای: 헤어진 다음날؛ لاتین‌نویسی کره‌ای اصلاح‌شده: Heeojin Daeumnal) یک مجموعه اینترنتی کره جنوبی در سال ۲۰۱۶ با بازی کیم میونگ-سو و یون سو-هی است که در ۱۰ مارس ۲۰۱۷ به‌طور انحصاری در نتفلیکس منتشر شد.

## داستان
یو تان رهبر و خوانندۀ یک گروه مستقل به نام One More Time (به معنی یک‌بار دیگر) است که با دوستان دوران کودکی خود تشکیل داده است. همان‌طور که محبوبیت و درآمد گروه رو به کاهش است، تان تصمیم می‌گیرد با یک ناشر موسیقی قرارداد ببندد. تان در حالی که خود را با زندگی جدیدش وفق می‌دهد، یک اتفاق عجیب برایش می‌افتد - یک پرش زمانی که به او امکان این را می‌دهد تا در زمان سفر کند و دوست دخترش را دوباره به‌دست آورد.

## بازیگران

### نقش اصلی
- کیم میونگ-سو در نقش یو تان
- یون سو-هی در نقش مون دا-این